# Terremoto de Jalisco-Colima de 1932
El terremoto de Colima-Jalisco de 1932 ocurrió el 3 de junio de 1932, entre las costas de Colima y Jalisco. Tuvo una magnitud de 8.2, causando 300 muertos y 25 heridos y dejando grandes daños en las poblaciones de los estados de Colima y Jalisco, resultando la ciudad de Colima la más dañada. Es el vigésimo octavo terremoto más fuerte en la historia del mundo y uno de los de mayor magnitud de México, tuvo epicentro en la Brecha de Jalisco, entre los municipios de Cihuatlán y Casimiro Castillo fue el penúltimo terremoto en la brecha de Jalisco.[cita requerida]
Nayarit
```
Fue sentido fuertemente y causó severos daños en los municipios costeros. La mayor parte de las casas de los municipios del centro del estado quedaron agrietadas en toda su estructura. Era difícil mantenerse en pie durante el sismo principal. En el municipio de Ixtlán del Rio derribó las torres de la parroquia. Este sismo se sintió en toda la entidad, habiendo varias réplicas en ese mes.
```

En Ciudad de México se derrumbaron bardas y algunas casas afectadas. En Guatemala se registraron 30 muertos y daños graves tras el tsunami que golpeó toda la costa, desde Colima a Chiapas, la mayoría en la costa guatemalteca.

### Jalisco
Hubo más de 41 municipios. La Costa Sur quedó casi por completo en ruinas. En Puerto Vallarta el deslave de un cerro acabó con la vida de 30 personas y otras lesionadas tras el desplome de 6 hoteles y el desprendimiento de la torre de la iglesia y caída de tejas de algunos inmuebles. En Guadalajara hubo cuarteaduras de leves a moderadas en edificios como el Palacio y se reportaron daños materiales tras el sismo del 18 junio. Ciudad Guzmán quedó en ruinas tras el sismo y la réplica del 18 de junio. Talpa de Allende su parroquia se quedó sin torres, una de ellas quedó con pocos restos y severamente afectada. En Sayula hubo derrumbes en edificios, en Tapalpa se reportaron deslaves en la sierra de Tapalpa y cayeron tejas de algunos inmuebles. Ameca, Amacueca, Atoyac, Tamazula de Gordiano, Cocula, Zacoalco de Torres quedaron incomunicados y con grandes afectaciones, y con 811 personas damnificadas por los fenómenos. Mascota tuvo severos daños visibles, viviendas con severas cuarteaduras y el reloj de la parroquia, y Atenguillo desapareció al derrumbarse todos los inmuebles de la ciudad quedando en ruinas

### Michoacán
En Coalcomán 31 viviendas sufrieron estragos y en Coahuayana se perdieron cañerías de agua y cultivos, y también hubo inmuebles con afectaciones en Uruapan, Apatzingán, Zacapu y Cotija.

### Colima
La Ciudad de Colima quedó destrozada apenas en las calles y cerros se veían tierras de escombros, todos los templos y estructuras antiguas de gran valor se vinieron abajo.
El sismo fue percibido en: San Luis Potosí, Guanajuato, Aguascalientes, Zacatecas, Durango, Sinaloa, Guerrero, Morelos, Puebla, Estado de México, Tlaxcala, Hidalgo y Querétaro.
A los 15 días del terremoto, el 18 de junio de 1932, a las 4:15 a. m. se sufrió un nuevo terremoto de 7.8 grados, aumentándose las pérdidas materiales y el susto de la población en general. En este último sismo, solo se tuvo confirmada la muerte de Silverio Ceballos, a quien se le vino una barda encima mientras dormía, fue cercano al volcán de Colima.
El 22 de junio de 1932 un sismo de magnitud 6.9  se registró de nuevo en las costas. En Manzanillo, pocos minutos después del sismo, se produjo un tsunami de entre 10 y 13 metros de altura que produjo 100 muertos y la destrucción casi total de los hoteles y las casas del pueblo.
A causa de los tres terremotos, se registraron 431 muertos, incluyendo 30 muertos de Guatemala y más de 1000 heridos en total.